# Magnus Gösta Mittag-Leffler
Magnus Gösta Mittag-Leffler, genannt Gösta, (* 16. März 1846 in Stockholm; † 7. Juli 1927 in Djursholm) war ein schwedischer Mathematiker, der sich vor allem mit Analysis beschäftigte.

## Leben und Werk
Magnus Gösta Mittag-Leffler hieß ursprünglich nur Leffler, wählte aber aus Verehrung für die Familie seiner Mutter (sein Großvater war ein Pfarrer auf dem Land) mit 20 Jahren diesen Doppelnamen. Beide Elternteile stammten aus ursprünglich deutschstämmigen Familien, die nach Schweden einwanderten. Sein Vater war Gymnasialdirektor. Mittag-Leffler bestritt anfangs eine Ausbildung im Versicherungswesen, studierte dann aber ab 1865 an der Universität Uppsala Mathematik. Sein Studium finanzierte er durch Privatstunden. 1872 promovierte er und wurde an seiner Universität Dozent, musste aber für diesen Posten drei Jahre im Ausland verbringen. Er ging zunächst 1873 nach Paris, wo er vor allem bei Charles Hermite hörte. 1875 ging er nach Berlin, wo er ein Schüler von Karl Weierstraß wurde. 1876 nahm er – obwohl Weierstraß ihn durch eine Dozentur in Berlin halten wollte – eine Stelle als Professor an der Universität Helsinki als Nachfolger von Lorenz Lindelöf (dem Vater des bekannten Mathematikers Ernst Lindelöf) an. 1881 wurde er der erste Mathematikprofessor an der Universität Stockholm. Ein Jahr später heiratete er Signe Lindfors (1861–1921), die aus einer reichen schwedischen Familie in Helsinki stammte.

Mittag-Leffler gründete 1882 das mathematische Journal Acta Mathematica. Mitherausgeberin des Journals wurde ab 1884 Sofja Kowalewskaja. Die Beiträge Mittag-Lefflers halfen bei der Weiterentwicklung der Skandinavischen Schule der Mathematik, die sich vor allem mit Analysis und Wahrscheinlichkeitstheorie beschäftigt. Mittag-Leffler war vor allem Analytiker, der sich insbesondere mit Funktionentheorie beschäftigte. Sein bekanntester Satz ist der Satz von Mittag-Leffler, den er 1884 in den Acta Mathematica veröffentlichte.

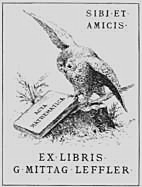
Exlibris für Mittag-Lefflers Acta Mathematica

Während der Produktsatz von Weierstraß ganze Funktionen als ein Produkt über die Nullstellen charakterisiert, gibt der Satz von Mittag-Leffler  eine Reihendarstellung für meromorphe Funktionen mit Polen, die als Verallgemeinerung der Partialbruchzerlegung rationaler Funktionen auf Funktionen mit unendlich vielen Polen angesehen werden kann. Ein Zusammenhang zwischen den Sätzen ist aber dadurch gegeben, dass die logarithmische Ableitung eines Weierstraßproduktes eine Mittag-Leffler-Darstellung liefert. Zunächst wird im Mittag-Lefflerschen Satz die Existenz einer meromorphen Funktion mit Polen in einer diskreten (auch unendlichen) Menge von Stellen in der komplexen Zahlenebene und vorgegebenen Hauptteilen in diesen Polen sichergestellt. Eine beliebige meromorphe Funktion mit diesen Hauptteilen unterscheidet sich davon dann nur um eine ganze Funktion. Zum Beweis seines Satzes verwendete Mittag-Leffler die gerade entstandene, damals umstrittene Mengenlehre von Georg Cantor, zu dessen frühesten Unterstützern er gehörte. Das führte dazu, dass der berühmte Berliner Mathematiker Leopold Kronecker, der Cantors Theorie leidenschaftlich ablehnte, nicht in den Acta Mathematica publizierte. 1900 bis 1905 untersuchte Mittag-Leffler in einer Reihe von Arbeiten die Fortsetzung von Potenzreihen außerhalb ihres Konvergenzradius, das heißt die Summation divergenter Reihen. Nach ihm benannt sind die mit {\displaystyle E_{\alpha }} bezeichneten Mittag-Leffler-Funktionen und die Mittag-Leffler-Summierung.

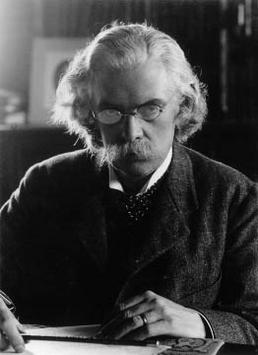
Magnus Gösta Mittag-Leffler

Bekannt wurde Mittag-Leffler aber vor allem für seine Rolle in der internationalen mathematischen Gemeinschaft. Durch sein Studium in Paris und Berlin kurz nach dem Deutsch-Französischen Krieg von 1870 hatte er die nationalen Engstirnigkeiten auf beiden Seiten kennengelernt (was allerdings weniger führende Mathematiker wie Charles Hermite und Karl Weierstraß betraf). In den von ihm 1882 gegründeten Acta Mathematica schuf er ein Publikationsorgan, in dem eine Kommunikation über nationale Grenzen möglich war. Gleich zu Anfang publizierten darin Georg Cantor und Henri Poincaré, der viele seiner wichtigsten Arbeiten dort veröffentlichte. Finanziert wurde es anfangs teilweise mit Hilfe des Vermögens seiner Frau. Daneben bewies er, wie Hardy in seinem Nachruf (Quarterly Journal London Mathematical Society, 1928) feststellte, als Herausgeber über 45 Jahre einen untrüglichen Sinn für die Qualität eingereichter Arbeiten. Mittag-Leffler war schließlich nicht nur in Schweden, sondern auch international eine führende Persönlichkeit in der Mathematik. 1916 vermachte er seine Villa im Stockholmer Vorort Djursholm (mit einer der damals besten mathematischen Bibliotheken) der Schwedischen Akademie der Wissenschaften. Daraus wurde das heutige Mittag-Leffler-Institut, eine zentrale skandinavische Forschungsstelle für Mathematik (die außer von Schweden auch von Dänemark und Norwegen finanziell unterstützt wird). Nach seinem Tod wurde sie von Torsten Carleman geleitet.
1908 hielt er einen Plenarvortrag auf dem Internationalen Mathematikerkongress in Rom (Sur la représentation arithmétique des fonctions analytiques générales d'une variable complexe) und ebenso 1900 in Paris (Une page de la vie de Weierstrass).
Mittag-Lefflers Einfluss ist es auch zu verdanken, dass die Weierstraß-Schülerin Sofja Kowalewskaja, die auf seine Einladung 1884 nach Schweden kam, dort eine Professur erhielt. Ihre Aufnahme in die Akademie konnte er nicht durchsetzen.
Mittag-Leffler war Ehrenmitglied vieler wissenschaftlicher Akademien seiner Zeit, so wurde er 1896 Foreign Fellow der Royal Society. Im Jahr 1897 wurde er zum Mitglied der Leopoldina gewählt.
Er hinterließ einen großen Nachlass von rund 20.000 Briefen mit 3000 Briefpartnern (Mittag-Leffler bewahrte auch Kopien abgesendeter Briefe), der größtenteils in der Königlichen Bibliothek zu Stockholm ist.

## Sonstiges
Früher wurde gelegentlich behauptet, Alfred Nobel hätte deshalb keinen Nobelpreis für Mathematik gestiftet, weil er aus persönlicher Animosität fürchtete, Mittag-Leffler würde dann als führender schwedischer Mathematiker zwangsweise einen Preis bekommen. Die Wahrheit ist viel prosaischer, wie Lars Hörmander und Lars Gårding darlegten: Nobel kam nie auf die Idee, für Mathematik einen Preis zu verleihen, weil das außerhalb seiner Interessen lag. Als gewisser Ausgleich fungiert die Fields-Medaille und neuerdings der Abelpreis.
Nach Stubhaug war Mittag-Leffler auch wesentlich daran beteiligt, dass Marie Curie 1903 gemeinsam mit ihrem Mann Pierre Curie und Henri Becquerel mit dem Nobelpreis ausgezeichnet wurde, indem er das Komitee überredete, ihre Nominierung vom Vorjahr gelten zu lassen.
Ebenso hatte Mittag-Leffler sich dafür eingesetzt, dass die russische Mathematikerin Sofia Kowalewskaja 1884 in Stockholm als erste Frau einen Lehrstuhl an einer modernen europäischen Universität erhielt.
Er engagierte sich auch dafür, dass Henri Poincaré den Nobelpreis bekam, worin er nicht erfolgreich war, und auch für Albert Einstein.

## Familie
Die Schriftstellerin Anne Charlotte Leffler ist seine Schwester.